# Hans Bothmann
Hans Bothmann, född 11 november 1911 i Lohe-Rickelshof, död 4 april 1946 i Heide, var en tysk kriminalkommissarie och SS-Hauptsturmführer. Han var kommendant i förintelselägret i Chełmno från april 1942 till april 1943 och från maj 1944 till januari 1945. Bothmann begick självmord i brittiskt häkte i Heide.